# 4 of a Kind
4 of a Kind – czwarty album w dorobku amerykańskiej grupy D.R.I., wydany w roku 1988. Ten album jest pierwszym, w którym grupa odeszła od stylu thrash punk z wcześniejszego okresu jej twórczości, na rzecz utworów thrashmetalowych. Na tej płycie zespół zdecydował się na kilka nietypowych rozwiązań. Na przykład, wstawki niemuzyczne, zazwyczaj umieszczane jako intro lub outro, na "4 of a Kind"  rozpoczynają utwory "Gone Too Long" i "Do the Dream". Większość utworów zaczyna się w wolniejszym tempie, by później przejść do szybkiego i bardzo szybkiego. Jak na ten zespół, znany z utworów krótkich i bardzo krótkich (nawet kilkunastosekundowych), płyta ta zawiera dość rozbudowane muzycznie utwory.

## Lista utworów
1. "All for Nothing" (3:56)
2. "Manifest Destiny" (2:38)
3. "Gone Too Long" (2:20)
4. "Do the Dream" (2:36)
5. "Shut-Up!" (2:47)
6. "Modern World" (4:22)
7. "Think for Yourself" (4:43)
8. "Slumlord" (1:53)
9. "Dead in a Ditch" (0:49)
10. "Suit and Tie Guy" (3:44)
11. "Man Unkind" (5:29)

## Muzycy
- Spike Cassidy – gitara
- Kurt Brecht – śpiew
- Felix Griffen – perkusja
- Josh Pappa – gitara basowa